# Tomislav Kaloperović
Tomislav Kaloperović (Obrenovac, 31 gennaio 1932 – 15 gennaio 2002) è stato un calciatore e allenatore di calcio jugoslavo.

## Carriera

### Calciatore
Inizia nel 1947 con lo Jedinstvo Umka per passare poi all'OFK Belgrado, al Partizan, al Padova, al Wiener SK, al Union Saint-Gilloise, al NAC Breda ed infine all'Olimpia Lubiana.

### Nazionale
Dal 1957 al 1961 gioca sei partite, segnando un gol, con la Nazionale Jugoslava.

### Allenatore
Da allenatore ha guidato l'Olimpia Lubiana, il Galatasaray, il Bursaspor, il Partizan, il Fenerbahçe, il Radnički Pirot il Napredak Kruševac, il Vojvodina ed infine l'Apollon Smyrnis.

## Palmarès

### Giocatore

#### Competizioni nazionali
- Campionato jugoslavo: 1

Partizan Belgrado: 1960-1961
- Coppa di Jugoslavia: 1

OFK Belgrado: 1954-1955
Partizan Belgrado: 1956-1957
- Seconda divisione belga: 1

Union Saint-Gilloise: 1963-1964

### Allenatore
- Campionato turco: 2

Galatasaray: 1968-1969
Fenerbahce: 1977-1978
- Supercoppa di Turchia: 1

Galatasaray: 1969
- Campionato jugoslavo: 1

Partizan Belgrado: 1975-1976